# Hans Liberg
Stephen Hans Liberg (Amsterdam, 18 aprile 1954) è un musicista e cabarettista olandese.

## Biografia
È stato introdotto alla musica dalla nonna in giovane età, imparando presto a suonare pianoforte e chitarra. Durante gli studi superiori ha esteso il proprio talento a clarinetto, banjo e tromba. Si è diplomato al "Cartesius Lyceum" a Breda e ha studiato musicologia all'università di Amsterdam.
Nel 1981 ha portato in scena il suo primo spettacolo di cabaret, intraprendendo poi una tournée nell'Europa centrale e negli Stati Uniti e riuscendo, grazie al suo poliglottismo, a intrattenere il pubblico nella lingua locale. Liberg si ispira allo stile del danese Victor Borge, pur adattandolo al gusto del pubblico moderno. Sul suo sito infatti si descrive come "il nuovo Victor Borge".
Si esibisce anche in Belgio, Germania, Francia, Austria e Svizzera. Egli ha anche fatto un tour negli Stati Uniti.
Vive con la moglie e i tre figli vicino ad Amsterdam.

## Premi e riconoscimenti
- 1991: Schwerter Kleinkunstpreis per Wurzel Bach Live
- 1991: Wilhelmshavener Knurrhahn - Premio per il cabaret della città di Wilhelmshaven per Wurzel Bach Live
- 1991: Stella della settimana del Münchner Abendzeitung
- 1997: Emmy Award nella categoria Popular Arts per il programma televisivo Liberg zapps himself[1]
- 1997: Rose d'Or per Liberg zapps himself
- 1998: Henrietta Award al Comedy Arts Festival di Moers
- 2003: Bayerischer Kabarettpreis per Der goldene Spaten
- 2004: Premio come miglior artista all'Arosa Humor-Festival
- 2008: Ordine del Leone dei Paesi Bassi
- 2014: Krefelder Krähe